# Stara Zagora
Stara Zagora (în bulgară Стара Загора) este un oraș în Obștina Stara Zagora, Regiunea Stara Zagora, Bulgaria. In trecut, pe vremea Imperiului Roman, orasul se numea Augusta Traiana.

## Demografie
Componența etnică a orașului Stara Zagora
     Bulgari (85,31%)
     Romi (3,92%)
     Turci (1,42%)
     Nicio identificare (8,92%)
     Altele (0,41%)
La recensământul din 2011, populația orașului Stara Zagora era de 138.272 locuitori. Din punct de vedere etnic, majoritatea locuitorilor (85,31%) erau bulgari, existând și minorități de romi (3,92%) și turci (1,42%). Pentru 8,92% din locuitori nu este cunoscută apartenența etnică.

## Personalități născute aici
- Haim Bejerano (1846 - 1850), rabin sefard;
- Ștefan Toșev (1859 - 1924), general;
- Gheorghi Abadjiev (1859 - 1940), general;
- Andrei Toșev⁠(d) (1867 – 1944), premier;
- Bogdan Filov⁠(d) (1883 – 1945), istoric, om politic;
- Petko Stainov (1896 – 1977), compozitor, pianist;
- Ruja Delceva (1915 – 2002) , actriță;
- Naum Șopov (1930 – 2012), actor;
- Anna Tomowa-Sintow (n. 1941), cântăreață;
- Nikolai Denkov (n. 1962), politician, fost premier;
- Stefan Kisiov (n. 1963), scriitor;
- Vesselina Kasarova (n. 1965), cântăreață;
- Veselin Stoikov (n. 1973), cântăreț;
- Iliana Ivanova (n. 1975), om politic;
- Jivko Jelev (n. 1979), fotbalist;
- Anelia (n. 1982), cântăreață;
- Petia Nedelceva (n. 1983), campioană la badminton;
- Iavor Ianakiev (n. 1985), luptător;
- Adriana Nikolova (n. 1988), șahistă.